# 스가와라 도모
스가와라 도모(일본어: 菅原 智, 1976년 6월 3일 ~ )는 일본의 전 축구 선수이다.

## 구단 경력
과거 도쿄 베르디, 산투스, 비셀 고베에서 활동하였다.